# Hearst Castle
Hearst Castle ist ein schlossartiges Anwesen nahe San Simeon im US-Bundesstaat Kalifornien, das in den 1920er Jahren vom Zeitungsverleger William Randolph Hearst auf einem Hügel mit Blick zum Pazifischen Ozean erbaut wurde.

## Lage
Hearst Castle liegt ungefähr auf halbem Weg zwischen Los Angeles und San Francisco in den Bergkuppen der Santa Lucia Mountains bei San Simeon. Unterhalb des Anwesens verläuft die California State Route 1, die auch als Pacific Coast Highway bekannt ist.

## Beschreibung

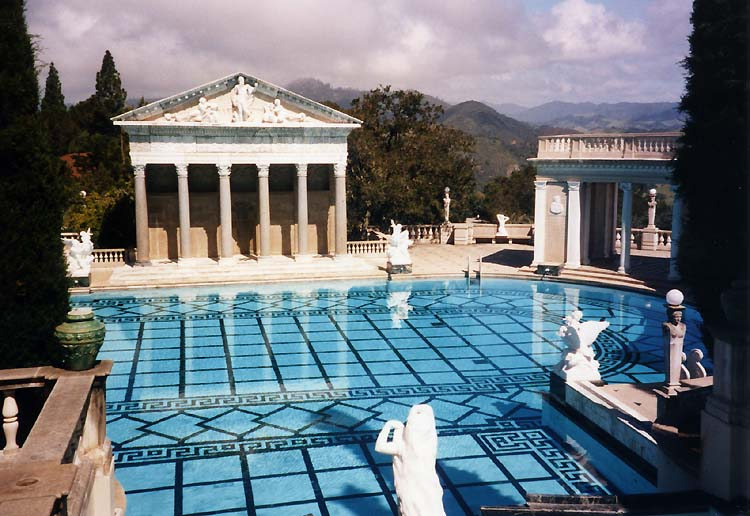
Der Neptune Pool

Das exotische Phantasieschloß zeigt, was geschieht, wenn eine simple Idee mit unbegrenzten Mengen an Zeit, Geld, architektonischem Talent und Enthusiasmus in Angriff genommen wird.
Das Haupthaus La Casa Grande (spanisch „Das Große Haus“), mit seinen Zwillingstürmen, nimmt den höchsten Punkt ein und wird von drei Gästebungalows umgeben:
- Casa del Mar
- Casa del Monte
- Casa del Sol

Außerdem gibt es das mehr als 30 Meter lange Neptun-Schwimmbecken im Stil der griechischen Antike, das mit grünem und weißem Marmor gebaut wurde, eine italienische Tempelfassade und eine klassizistische Kolonnade. Im Inneren befindet sich das Römische Becken mit blauen und goldenen Murano-Fliesen.
Die Architektur ist völlig eklektisch, die wichtigsten Einflüsse kamen aber von den Kathedralen der spanischen Renaissance.

## Geschichte

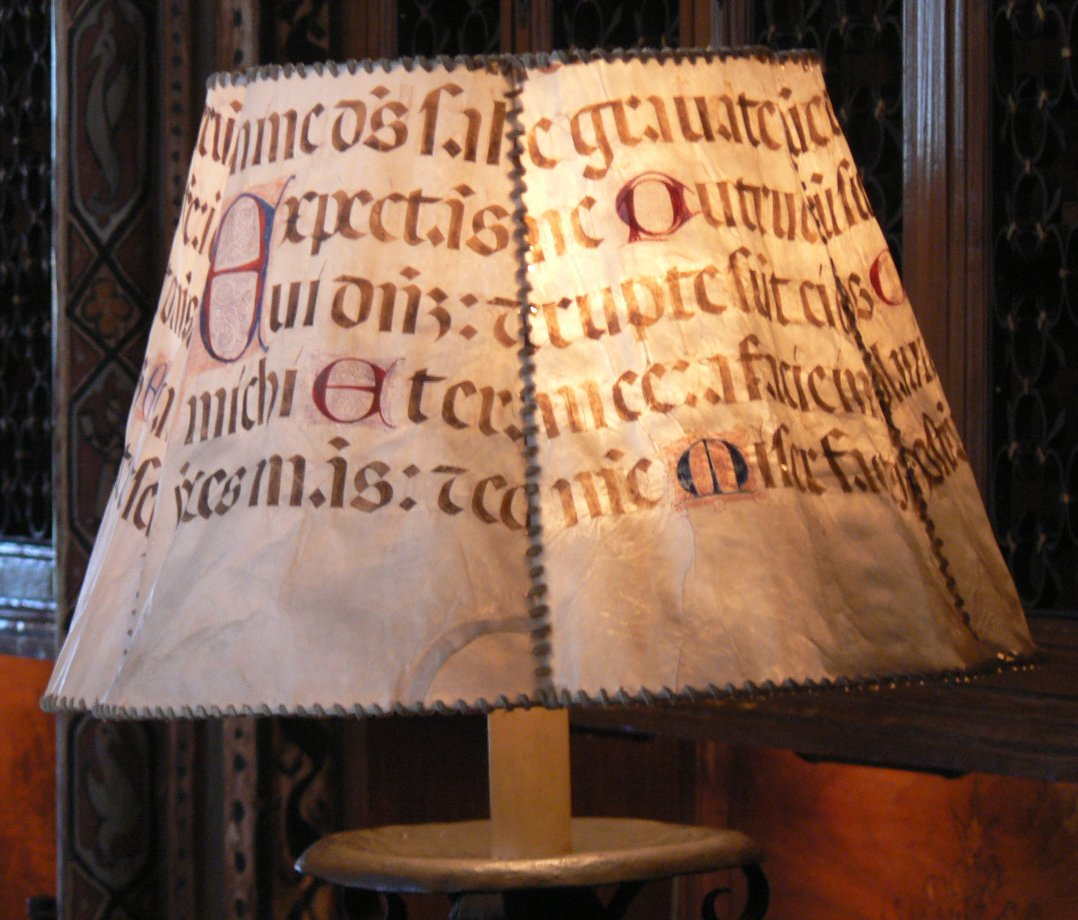
Lampenschirm aus mittelalterlichem Pergament

1919 beschloss Hearst, einen einfachen Bungalow für sich und seine Freundin, den Filmstar Marion Davies, zu bauen.
Hearst begann 1919 nach seinen Erfolgen als Zeitungsverleger, die Farm der Familie nahe San Simeon von einem einfachen Camp in ein stattliches Anwesen umzubauen. Das riesige Landgut hatte Hearsts Vater George Hearst 1865 erworben. Gemeinsam mit der Architektin Julia Morgan schuf Hearst bis 1947 ein 37 Millionen US-Dollar teures Schloss mit 165 Zimmern, zahlreichen Nebengebäuden, einem Außen- und einem Innenpool, 127 Hektar großen Gärten, einem kleinen Kino und Gästehäusern. Ferner gehörte zu dem Anwesen der größte private Zoo der Welt, mit einer Vielzahl von exotischen Tieren wie z. B. Zebras, die man noch heute auf dem Anwesen grasen sehen kann.
Morgan und Hearst orientierten sich beim Bau an verschiedenen europäischen Baustilen (wie z. B. Kirchen unterschiedlicher Epochen oder Schloss Neuschwanstein), welche durch Antiquitäten und originale Bausubstanz aus Europa ergänzt wurde.
Hearst sammelte in ganz Europa, um die mehr als 100 Zimmer zu füllen, und entfernte dabei ganze Suiten aus spanischen Palästen. Bei diesem Bauprojekt wurden ständig fertige Teile herausgerissen und erneuert, bis Hearst im Jahr 1937 das Geld ausging.

### Die wilden 1920er Jahre

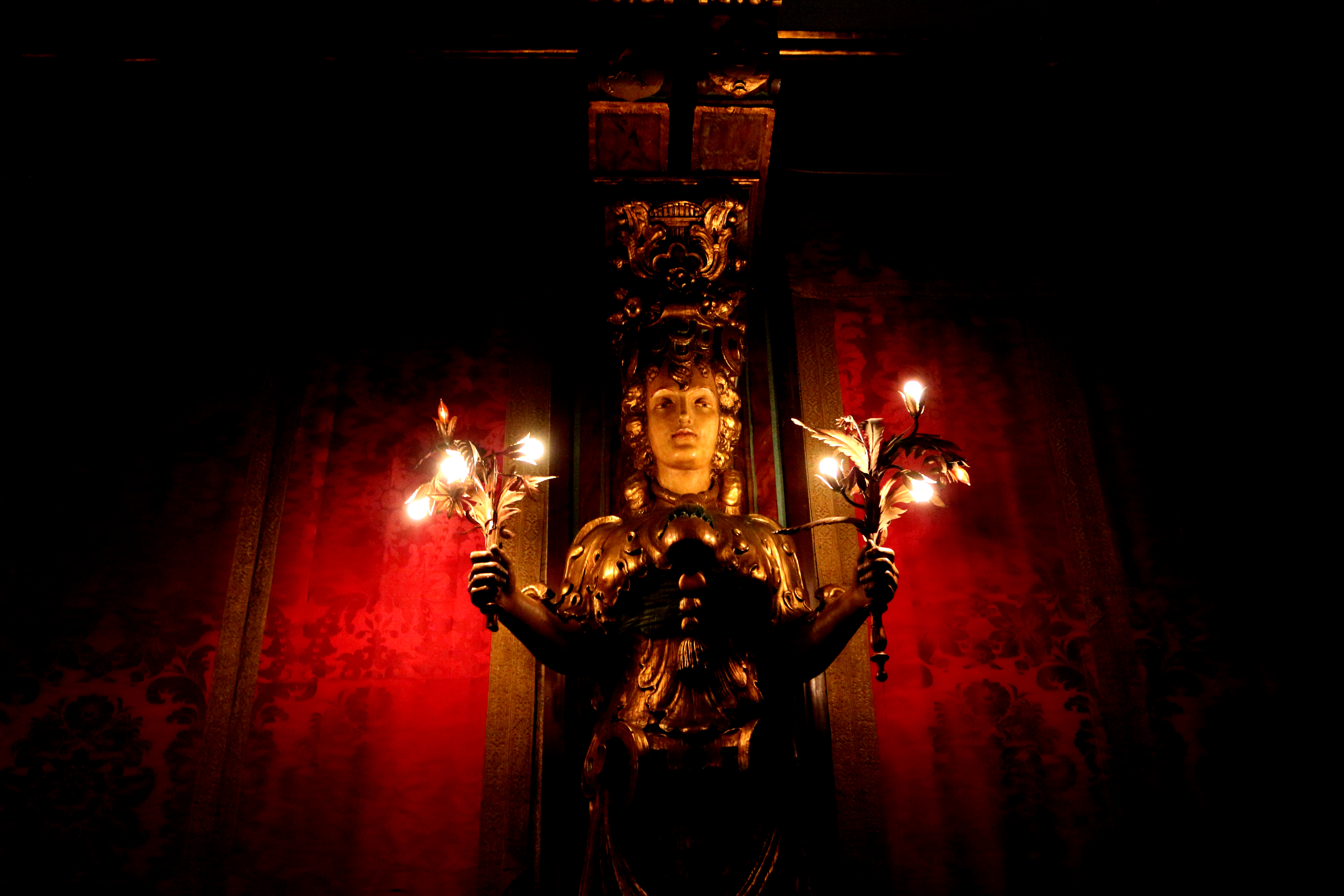
Beleuchtung im Privatkino

In den 1920er und 1930er Jahren ließ Hearst Hollywood-Stars und -Sternchen einfliegen und feierte regelmäßige Partys. Es herrschten strenge Regeln und feste Gebräuche auf Hearst Castle, an die sich ausnahmslos alle Gäste zu halten hatten; so wurde beispielsweise erwartet, dass jeder Gast zum formellen Abendessen erschien, tagsüber aber wurde er meist sich selbst überlassen, während Hearst sich um seine Geschäfte kümmerte. Zu seinen bekanntesten Gästen gehörten Charlie Chaplin, Winston Churchill, Rudolph Valentino, Cary Grant, Charles Lindbergh, Joan Crawford, Calvin Coolidge und Clark Gable.

### Aktuell
1957 wurde das Hearst Castle von der Hearst Corporation den California State Parks zur Verwaltung übergeben, die täglich geführte Touren für 18–35 US-Dollar durch das Anwesen anbietet. Auch heute noch dürfen Mitglieder der Hearst-Familie jederzeit das Anwesen benutzen oder wieder einziehen, doch seit es in den 1970er-Jahren einen Anschlag gab, ist das Anwesen unbewohnt. Bei der Explosion des Sprengstoffs in einem Gästehaus des Anwesens im Februar 1976 kam niemand zu Schaden. Das Attentat fand während des Prozesses gegen Patty Hearst wegen ihrer Mitgliedschaft in der Symbionese Liberation Army statt. Am 22. Juni 1976 wurde Hearst Castle als Baudenkmal in das National Register of Historic Places aufgenommen. Seit dem 11. Mai 1976 gilt der Gebäudekomplex als National Historic Landmark. Das Museum mit seinen beachtlichen Kunstschätzen und seiner sagenumwobenen Geschichte liegt zwar weitab von städtischen Zentren, zieht aber dennoch etwa eine Million Besucher pro Jahr an. 
Es gilt als Vorbild des Schlosses Xanadu im Film Citizen Kane von Orson Welles.
Die Zukunft der Anlage und ihre schließliche Zerstörung nach einem fiktiven Verschwinden der Menschheit wird in Folge 5 der 2. Staffel der Dokufiktion-Serie Zukunft ohne Menschen („Einsturzgefahr“, USA 2010) gezeigt. 
2014 drehte Lady Gaga in Hearst Castle das Video zu ihrer Single G.U.Y.